# Bewegung für Glauben und Kirchenverfassung
Die Bewegung für Glauben und Kirchenverfassung (englisch Faith and Order movement) gehört zusammen mit der Bewegung für Praktisches Christentum und dem Internationalen Missionsrat zu den drei Wurzeln der modernen ökumenischen Bewegung. 1910 ins Leben gerufen, festigte sie sich durch zwei Weltkonferenzen für Glauben und Kirchenverfassung 1927 und 1937 und beschloss 1938 den Zusammenschluss mit der Bewegung für Praktisches Christentum, der mit der Gründung des Ökumenischen Rats der Kirchen 1948 besiegelt wurde.
Die Bewegung hatte längere Zeit keine festen organisatorischen Strukturen. Angestoßen wurde sie durch die erste Weltmissionskonferenz 1910 in Edinburgh, die mit einem Aufruf zur christlichen Einheit geendet hatte. Bischof Charles Henry Brent von der Episkopalkirche der Vereinigten Staaten, der an der Konferenz teilgenommen hatte, warb in seiner Kirche für eine Initiative zur Überwindung der Differenzen zwischen den christlichen Kirchen durch Gespräche über kontroverse Fragen der Glaubenslehren und der Kirchenverfassung. Am 19. Oktober 1910 beschloss die Generalversammlung der Episkopalkirche in Cincinnati, die anderen Kirchen zu einer Weltkonferenz einzuladen. Eine Kommission mit Bischof Charles Palmerston Anderson als Präsident und Robert Hallowell Gardiner als Sekretär bemühte sich in den nächsten Jahren, Kontakte aufzubauen und die Gründung von Unterstützungskomitees in anderen Kirchen, vor allem in den USA, Kanada und Großbritannien zu erreichen. Im Mai 1913 fand eine erste interkonfessionelle Konferenz in New York City statt. Der Schwerpunkt der Beteiligung lag in der protestantischen Welt, aber auch orthodoxe und altkatholische Kirchen sagten ihre Unterstützung zu. Selbst eine erste Antwort von Kardinalstaatssekretär Pietro Gasparri vom Dezember 1914 war freundlich. Dann aber unterbrach der Ausbruch des Ersten Weltkriegs die hoffnungsvollen Anfänge und erschwerte die internationale Zusammenarbeit. Im Januar 1916 wurden jedoch bei einer Konferenz verschiedener amerikanischer Kirchen in Garden City (Long Island) schon erste inhaltliche Festlegungen für die geplante Weltkonferenz getroffen. Nachdem 1920 unter anderem die Lambeth-Konferenz und das Ökumenische Patriarchat von Konstantinopel in Aufrufen an alle Christen die Bestrebungen für die Einheit der Christen unterstützt hatten, wurde für den 12.–20. August 1920 nach Genf zu einer Vorbereitungskonferenz eingeladen. 133 Delegierte aus über 80 Kirchen in 40 Ländern kamen zusammen und wählten einen Ausschuss, der die Weltkonferenz vorbereiten sollte. Das einzige Mitglied aus Deutschland war August Lang. Brent wurde zum Vorsitzenden, Gardiner zum Sekretär gewählt. Nach Gardiners Tod übernahm 1924 Ralph W. Brown (1885–1981) sein Amt; das Sekretariat zog von Boston nach Genf.
Am Rande der Weltkonferenz für Praktisches Christentum 1925 in Stockholm fand ein weiteres Vorbereitungstreffen statt, bei dem Lausanne als Ort der ersten Weltkonferenz über Glauben und Kirchenverfassung festgelegt wurde. Dort versammelten sich vom 3. bis zum 21. August 1927 über 400 Vertreter von 127 orthodoxen, anglikanischen, altkatholischen und evangelischen Kirchen. Die deutsche Delegation umfasste Vertreter aus Landeskirchen (u. a. Martin Dibelius, Martin Schian, Karl Ludwig Schmidt, Wilhelm Zoellner) und Freikirchen (u. a. Johann Wilhelm Ernst Sommer, Johannes Schempp, Benjamin H. Unruh). Als Präsident fungierte Bischof Brent, als Vizepräsident der britische Kongregationalist Alfred Ernest Garvie (1861–1945). Die Konferenz verabschiedete sieben Sektionsberichte und eine eher allgemein gehaltene Abschlusserklärung, weil sie sich in der Frage der Gestalt der gesuchten christlichen Einheit (organische Union oder Föderation selbständiger Kirchen) nicht einigen konnte, und wählte einen Fortsetzungsausschuss, der die weitere Arbeit koordinieren sollte. Ihm gehörten neben Lang u. a. Adolf Deissmann, Otto Dibelius, Werner Elert, Friedrich Heiler, Adolf Keller, John Louis Nuelsen und Friedrich Siegmund-Schultze an. Nachfolger des 1929 gestorbenen Bischofs Brent als Präsident wurde Erzbischof William Temple. Das Amt eines zusätzlichen theologischen Sekretärs hatte schon zuvor Herbert Newell Bate (1871–1941) und später Leonard Hodgson (1889–1969) übernommen.
Der Fortsetzungsausschuss setzte vier Kommissionen ein, die die Stellungnahmen der Kirchen zur Konferenz von Lausanne sichten und Dokumente für die Folgekonferenz erarbeiten sollte. So lag für die zweite Weltkonferenz, zu der vom 3. bis 18. August 1937 wiederum mehr als 400 Teilnehmende aus 122 Kirchen in Edinburgh zusammenkamen, bereits umfangreiches Vorbereitungsmaterial vor. Dennoch gelang es nicht, sich auf eine gemeinsame Vorstellung von kirchlicher Einheit zu einigen, auch wenn das Modell der organischen Union nun favorisiert wurde. Wichtig für weitere ökumenische Gespräche wurde daneben eine weitgehende Annäherung in den Fragen der Rechtfertigungslehre. Weil die Deutsche Evangelische Kirche sich in der Ökumene isoliert sah, boykottierte sie die Konferenz, so dass nur aus Deutschland nur zwei Freikirchler (Friedrich Heinrich Otto Melle und Paul Schmidt) sowie der altkatholische Bischof Erwin Kreuzer kamen.
Die Konferenz fasste den grundsätzlichen Beschluss, die Bewegung für Glauben und Kirchenverfassung mit der Bewegung für Praktisches Christentum zusammenzuführen. Deshalb wurde neben dem Fortsetzungsausschuss ein gemeinsamer Ausschuss gebildet, der bei einer Tagung in Utrecht im Mai 1938 die Gründung des Ökumenischen Rats der Kirchen beschloss und die Grundzüge von dessen Verfassung festlegte. Der Fortsetzungsausschuss der Bewegung für Glauben und Kirchenverfassung bestätigte diese Ende August 1938 in Clarens VD, wo auch 1939 eine weitere Sitzung des Fortsetzungsausschusses stattfand. Dann unterbrach der Zweite Weltkrieg die weitere Arbeit. 1947 wurde der schwedische Bischof (seit 1950 Erzbischof) Yngve Brilioth zum Nachfolger des verstorbenen Erzbischof Temple als Präsident des Fortsetzungsausschusses gewählt. Erst 1948 konnte in Amsterdam der Ökumenische Rat der Kirchen gegründet werden, dessen Kommission für Glauben und Kirchenverfassung die Ziele der Bewegung seitdem weiterverfolgt.